# Du sang sous le chapiteau
Pour plus de détails, voir Fiche technique et Distribution.
Du sang sous le chapiteau est un film français réalisé par Georges Péclet, sorti en 1957.

## Synopsis
Un clown est assassiné dans un cirque lors d'un sketch. Son partenaire, Boniface, est accusé du crime. À la suite de multiples péripéties, le meurtrier sera identifié parmi la troupe du cirque.

## Fiche technique
- Titre : Du sang sous le chapiteau
- Réalisation : Georges Péclet
- Scénario : Georges Péclet, d'après le roman de Léopold Massiéra
- Dialogues : Georges Péclet et Jeanne Saintenoy
- Photographie : René Colas  GEVACOLOR
- Musique : Achille Zavatta et Jean Yatove
- Montage : Éliane Benstrop
- Pays d'origine :  France
- Production : S.F.P. (Société française de production)
- Durée : 85 minutes
- Date de sortie : France, 29 mai 1957

## Distribution
- Achille Zavatta : Boniface
- Ginette Leclerc : la directrice du cirque
- Sirena Adgemova : la danseuse
- Serge Davin : Zimbo
- Mona Sylvi : Sylvia
- Karnik : le nain Gil
- Gabriello
- Georges Péclet
- Robert Vidalin
- Jean Berton